# Gueto de Berdychiv
Los alemanes establecieron el gueto de Berdychiv el 22 de agosto de 1941 como campo de concentración de la población judía sobrevivientes de la ocupación de Berdychiv, durante la Segunda Guerra Mundial.

## Historia
El 7 de julio de 1941, los alemanes ocuparon Berdichev. Aproximadamente un tercio de la población judía de la ciudad, incluidos los refugiados de Polonia que habían llegado allí durante el primer mes de la Segunda Guerra Mundial, logró evacuar o escapar.
Los primeros días de la ocupación fueron testigos de asesinatos sin sentido de judíos por parte de soldados alemanes.
El 22 de agosto de 1941, se estableció un gueto en Berdichev, en el área de Yatki. Desde agosto de 1941 hasta junio de 1942, la población judía de Berdichev fue aniquilada en una serie de operaciones de asesinato. En una operación separada el 27 de abril de 1942, unas setenta mujeres judías de familias mixtas fueron fusiladas junto con sus hijos. Durante cada operación de asesinato, los alemanes separaron a los "especialistas" judíos necesarios para el trabajo. Así, tras la operación de asesinato en masa del 14 de septiembre de 1941, unos 400 hombres seguían con vida. Después de la siguiente matanza a principios de noviembre, sólo se salvaron 150 de los mejores artesanos de Berdichev. Residieron en un campamento en Lysaya Gora. Cuando en mayo de 1942 se les unieron los artesanos y los jóvenes de Yanushpol, Kazatin, Andrushevka y Ruzhin, su número aumentó a entre 400 y 700 hombres. La mayoría de ellos fueron fusilados en el verano de 1942. Los sesenta especialistas restantes fueron encarcelados en la prisión de la ciudad y asesinados junto con los otros presos en noviembre de 1943 o principios de enero de 1944.
Berdichev fue liberado por el Ejército Rojo el 5 de enero de 1944.